# Rheinau-Hafengesellschaft B-Kuppler
Die B-Kuppler der Rheinau-Hafengesellschaft waren zweiachsige Tenderlokomotiven. 1904 wurde eine Lokomotive von den Großherzoglich Badischen Staatseisenbahnen in die Gattung I f eingereiht.

## Geschichte
Die private, 1898 gegründete Rheinau-Hafengesellschaft war im Hafen Mannheim ansässig.
Für den Betrieb auf den Anschlussbahnen des Hafengeländes beschaffte sie 1899 zwei zweifachgekuppelte Rangierlokomotiven von der Maschinenbau-Gesellschaft Karlsruhe mit den Fabriknummern 1539 und 1540. Ihre Bahnnummern sind nicht genau bekannt, werden jedoch in der Literatur häufig mit „1“ und „2“ angegeben. Ihnen fiel zusammen mit anderen vorhandenen Lokomotiven die Aufgabe zu, den bis zur Jahrhundertwende stetig ansteigenden Güterverkehr zu bewältigen.
1901 lieferte die Maschinenbaugesellschaft mit den Fabriknummern 1591 und 1592 zwei weitere B-Kuppler an die Hafenbahn. Sie erhielten die Bahnnummern 9  und 10.
1903 geriet die Rheinau-Hafengesellschaft in wirtschaftliche Schwierigkeiten, so dass ihr Gelände vom Großherzogtum Baden übernommen wurde. Die Badische Staatsbahn bekam deren Fahrzeuge und Abwicklung des Verkehrs zum 31. Mai 1903 übertragen. Die Lokomotive mit der Fabriknummer 1539 erhielt bei der Staatsbahn die Bahnnummer 339. Die andern Lokomotiven kamen nicht zur Staatseisenbahn. Im vorläufigen Umzeichnungsplan der Deutschen Reichsbahn von 1923 ist keine dieser Lokomotiven verzeichnet.

## Konstruktive Merkmale
Die Lokomotiven besaßen eine gute Dampfentwicklung. Damit war es möglich, die täglichen Verschubleistungen effektiv zu erledigen.
Die von der Staatsbahn übernommene Lokomotive verfügte über einen Blechrahmen aus 20 mm starken Platten. Der Wasserkasten war dazwischenliegend angeordnet. Der genietete Langkessel bestand aus zwei Schüssen und besaß eine glatte äußere Büchse. Der Dampf- und Reglerdom saß auf dem vorderen Kesselschuss. Der Stehkessel war zwischen den Rahmenwangen platziert. Die Einströmrohre waren außenliegend.
Das waagerecht angeordnete Zweizylinder-Nassdampftriebwerk arbeitet auf die zweite Kuppelachse. Die Allansteuerung war außenliegend und besaß eine Hebelumsteuerung. Die Flachschieber besaßen eine äußere Einströmung.
Die Blattfedern waren oberhalb der Rahmenoberkante angeordnet. Die Wurfhebelbremsen wirkten beidseitig auf die Kuppelachsen. Der Sandkasten war auf dem hinteren Kesselschuss platziert. Es wurde die Treibachse von vorn gesandet. Die Kohlen war in zwei Behältern vor dem Führerhaus angeordnet.